# Ferugliocladaceae
Die Ferugliocladaceae sind eine ausgestorbene Familie von Nadelbäumen aus der Ordnung der Voltziales. 

## Merkmale
Die Vertreter sind stark verzweigt. Die Verzweigung ist unregelmäßig und radial. Die Sprossachsen tragen kleine, rund 1 cm lange, einheitliche, lanzettliche Blätter in spiraliger Anordnung. Die Blätter besitzen ein einzelnes Leitbündel.
Die samen- und pollenbildenden Zapfen sitzen an den Zweigenden und sind eiförmig. Die Samenzapfen bestehen aus einer Zapfenachsen mit spiralig angeordneten Tragblättern und orthotropen (aufrechten), platyspermischen (abgeflachten) Samenanlagen, die scheinbar oder tatsächlich frei sind. Die Samen erreichen ihre maximale Größe noch während sie am Zapfen sind. 
An den Fossilien der weiblichen Zapfen sind keine sterilen Schuppen zu erkennen. Eine mögliche Ursache dafür ist, dass sterile und fertile Schuppen in den Stiel der Samenanlage verschmolzen sind und nicht mehr als solche erkennbar sind. Dies würde bedeuten, dass der Vorfahr der Familie wie der anderer früher Koniferen abgeflachte sterile und fertile Schuppen hatte. Eine andere Möglichkeit ist, dass die achselständigen Samenanlagen sich aus einem Vorfahren mit bereits achselständigen, orthotropen Samenanlagen entwickelt haben.
Die pollenbildenden Zapfen bestehen aus eine Zapfenachse, an der in spiraliger Anordnung die Mikrosporophylle stehen. Der Pollen ist monosaccat (besitzen einen Luftsack) und ist vom Typus Cannanoropollis. 

## Systematik
Die Familie Ferugliocladaceae wurde von Archangelsky und Cúneo 1987 aufgestellt. Ihre Vertreter sind auf Gondwana beschränkt. Clement-Westerhof nannte 1988 folgende Gattungen und Arten:
- Ferugliocladus, natürliche Gattung, durch bifide Mikropyle gekennzeichnet
  - Ferugliocladus riojanum aus der Gangamopteris-Zone von Argentinien
  - Ferugliocladus patagonicus
- Ugartecladus, natürliche Gattung, unterscheidet sich von Ferugliocladus dadurch, dass die Samenanlage keine bifide Mikropyle besitzen.
  - Ugartecladus genoensis aus der Gangamopteris-Zone von Argentinien
- Eucerospermum: Formgattung für isoliert aufgefundene Samen.

Genoites patagonica wird von Taylor et al. (2009) als möglicher Vorläufer der Ferugliocladaceae interpretiert. Die Zweige tragen schraubig angeordnete, bifide Blätter. In den Achseln einiger Blätter befinden sich gestielte, orthotrope Samenanlagen. Aus einer Reduktion dieser Anlage würde sich der Zapfen der Ferugliocladaceae ableiten lassen. 
Die Ferugliocladaceae werden meist als früher Seitenzweig der Voltziales angesehen. Kladistische Analysen ergeben eine Stellung an der Basis der Coniferopsida und damit auch der Voltziales.

## Belege
- Thomas N. Taylor, Edith L. Taylor, Michael Krings: Paleobotany. The Biology and Evolution of Fossil Plants. Second Edition, Academic Press 2009, S. 823ff., ISBN 978-0-12-373972-8
- Johanna A. Clement-Westerhof: Morphology and Phylogeny of Paleozoic Conifers. In: Charles B. Beck (Hrsg.): Origin and Evolution of Gymnosperms. Columbia University Press, New York 1988, ISBN 0-231-06358-X, S. 298–337, besonders S. 326f.